# Filippinsk stinkgrävling
Filippinsk stinkgrävling (Mydaus marchei) är ett rovdjur som förekommer endemiskt på den filippinska ön Palawan.

## Beskrivning
Med en kroppslängd (huvud och bål) av 32 till 46 cm, en svanslängd av 1,5 till 4,5 cm och en vikt omkring 2,5 kg är arten lite mindre än sina nära släkting malajisk stinkgrävling. Pälsen är på ovansidan svartbrun till svart med några ljusare hår men den saknar en ljus strimma på ryggen. Den långdragna nosen påminner i viss mån om grisens tryne. Kännetecknande är dessutom långa klor vid framtassarna och vid de 5,6 till 6,8 cm långa bakfötterna. Öronen är 1,9 till 2,8 cm stora. Som namnet antyder producerar djuret en illaluktande vätska i analkörtlarna.
Förutom Palawan finns arten även på Calamianöarna som tillhör samma provins. Arten vistas i olika habitat som skogar i låglandet, busk- och gräsmarker eller i människans samhällen. Födan utgörs av maskar och andra ryggradslösa djur som stinkgrävlingen gräver fram från marken med nosen och med tassarna. Kanske ingår några ryggradsdjur i födan. Liksom andra skunkar kan arten spruta den stinkande vätskan mot en fiende. Den kan även spela död tills den främmande individen kommer fram innan vätskan sprutas. Troligen vilar filippinsk stinkgrävling i underjordiska bon som den gräver själv eller som överlämnades tom av ett piggsvin.